# Цаган-Усун
Цага́н-Усу́н (бур. Сагаан уhан — «белая вода») — село в Джидинском районе Бурятии. Входит в сельское поселение «Ёнхорское».

## География
Расположено в 19 км к юго-востоку от центра сельского поселения, села Ёнхор, на левом берегу реки Селенги, в 2 км от границы с Монголией. В этих местах находятся гуннские захоронения и произрастает сибирский абрикос.
Ближайшие железнодорожные станции — Наушки (9 км к юго-востоку), Хужир (25 км к северо-востоку).

## Климат
Климат — резко континентальный. Средняя температура летом — +21,5°С, зимой — −30°С, среднегодовая температура — −1,6°С. Годовая сумма осадков не превышает 200 мм в год.

## История

### XVIII век
Село основано как пограничный караул после подписания Буринского договора (1727) казаками, поселёнными здесь для охраны границы с империей Цин.
В 1727 году Цаган-Усунский караул состоял из десяти бурятских юрт и одного русского казака с товарищами.
Официально караул был учреждён графом С. Л. Рагузинским в 1728 году. В расписании от 1840 года в Цаган-Усунском карауле значилось 10 русских казаков нижних чинов и 20 инородцев нижних чинов, охранявших 9 вёрст пограничной линии и 3 версты вглубь границы. Караул относился к Троицкосавской дистанции Харацайского отделения.

### XIX век
С 1851 года, с образованием Забайкальского казачьего войска, Цаган-Усунская станица находилась в ведении Троицкосавского пограничного управления и относилась к 1-му войсковому отделу. В станицу входили поселения: Дюрбенский хутор, Убур-Селенгинский, Джидинский Енхор.
28 апреля 1866 года была заложена миссионерская церковь. Строительство велось на средства кяхтинского купца М. В. Шишмакова. В 1867 году завершилось строительство Цаган-Усунской Николаевской миссионерской церкви. Престол в храме во имя святого Николая Чудотворца освящён 18 июля 1867 года. На колокольне было 4 колокола: один праздничный, большой, весом 4 пуда, остальные три — повседневные, весом 3, 4 и 9 пудов. При церкви была библиотека, в которой находились богослужебные книги в кожаных, бархатных переплётах, изданные в Московской синодальной типографии.
В 1875 году было основано Цаган-Усунское приходское училище. По данным 1881 года оно помещалось в наёмном доме, с оплатой в 37 рублей в год. На содержание училища отпускалось в год: из Государственного казначейства — 225 руб., из средств станичного общества — 162 руб. Затем училище было преобразовано в приходскую школу.

### XX век
В 1929 году цаган-усунцы создали коммуну «Красный пахарь», которая просуществовала полгода, а затем была преобразована в колхоз имени Фрунзе.
В 1935 году село Цаган-Усун вошло в состав Джидинского аймака.
В 1953 году решением исполкома Джидинского аймачного совета депутатов трудящихся близлежащие хозяйства были объединены в крупную артель имени Маленкова с центром в селе Ёнхор. В конце 1959 года артель преобразовали в совхоз «Октябрьский» с центром в Дырестуе. В его состав вошли отделения сёл Дырестуй, Зарубино, Ёнхор, Цаган-Усун и улуса Галын Очи.
Управляющим Цаган-Усунским отделение № 4 был назначен С. Ф. Хороших, уроженец Ёнхора. Под его руководством в Цаган-Усуне были построены 30 частных жилых домов, 12 двухквартирных. В хозяйстве возросло поголовье скота, расширились посевные площади, была пасека, кузница, мельница, пилорама, дизельный электрогенератор. В селе работали начальная школа, фельдшерский пункт, клуб.
Затем Цаган-Усун стал отделением совхоза «Откормочный», на базе которого был создан совхоз «Джидинский». Его директором был Н. В. Бухольцев. Под его началом в селе построены школа и гостиница.
В 1990-е годы совхоз «Джидинский» стал подсобным хозяйством Восточно-Сибирской железной дороги. В этот период в Цаган-Усуне были построены новые жилые дома, открылась средняя школа. Затем хозяйство было преобразовано в СПК «Джидинский», который просуществовал до 2007 года.
До 2012 года село образовывало Цаган-Усунское сельское поселение. С 2012 года Ёнхорское и Цаган-Усунское сельские поселения объединены в сельское поселение «Ёнхорское».

## Население
| 2002 | 2010 |
| ---- | ---- |
| 384  | ↘276 |

В начале 1960-х годов было около 65 дворов (семей) и до 300 человек всего населения, в начале 1970-х уже было до 100 дворов (семей) и свыше 400 человек.
В настоящее время в селе проживает 304 человека, из них старше 18 лет — 204 человека.

## Инфраструктура
- Основная общеобразовательная школа
- Фельдшерско-акушерский пункт
- Почта на дому
- Пограничная застава

## Экономика
Жители села заняты в аграрном секторе, в основном в животноводстве. Большинство населения живёт за счёт личных подворий, а часть работает в посёлке Наушки Кяхтинского района, до которого 9 км через реку Селенгу.

## Объекты культурного наследия (памятники истории и культуры)
Стоянка Херексурин Ури (палеолит). Находится в 10 км северо-восточнее с. Цаган-Усун, к юго-западу от г. Махай по северо-восточному склону оврага, расположенного в северо-западной части террасы р. Селенги.
Могильник I. Пункт I падь Бургастай (Круглая городьба) (II—I тыс.до н. э.). Находится в 2,5 км к северо-востоку от с. Цаган-Усун в пади Бургастай (Круглая городьба), начинаются в 25-30 м восточнее края пашни на протяжении 3 км вглубь пади в северо-западном направлении.
Могильник II (Красная глина) (II—I тыс.до н.э). Находится в 7-8 км от с. Цаган-Усун, в 9-10 км по дороге от Енхора в Цаган-Усун, севернее дороги в урочище Красная глина у подножия скалистой гряды на южном склоне.